# Junki Koike
Junki Koike (født 11. maj 1987) er en japansk fodboldspiller, som spiller for den japanske fodboldklub Tokyo Verdy.